# Théophile Bovy
Théophile Bovy (Luik, 8 maart 1863 - Boulogne-Billancourt, 6 juni 1937) was een Belgisch schrijver en een militante Waal. 
Hij heeft de tekst voor het Waalse volkslied, Chant des Wallons geschreven.